# 149 Medusa
A 149 Medusa a Naprendszer kisbolygóövében található aszteroida. Henri Joseph Anastase Perrotin fedezte fel 1875. szeptember 21-én.